# Enna
Enna ist eine Stadt und Gemeinde in der italienischen Region Sizilien und Hauptstadt des Freien Gemeindekonsortiums Enna mit 25.332 Einwohnern (Stand 31. Dezember 2023). Die Stadt hieß bis 1926 Castrogiovanni. Sie wird auch Belvedere (Aussichtspunkt) oder aufgrund ihrer strategisch wichtigen, zentralen Lage im Inselinneren Nabel Siziliens genannt.

## Lage und Daten
Enna liegt in der geografischen Mitte von Sizilien auf einer Höhe von 968 Metern NHN auf einem hufeisenförmigen Gipfel der Monti Erei, dem Monte San Giuliano.
Südlich von Enna liegt der einzige natürliche See Siziliens, der Lago di Pergusa. Um den See herum wurde 1961 eine etwa 5 km lange Autorennbahn errichtet, der Autodromo di Pergusa.
Die Gemeinde liegt im Geopark Rocca di Cerere.
Die Ortsteile (Frazioni) sind Enna Bassa, Pergusa, Borgo Cascino und Calderari. Die Nachbargemeinden sind Agira, Aidone, Assoro, Calascibetta, Caltanissetta (CL), Gangi (PA), Leonforte, Piazza Armerina, Pietraperzia, Santa Caterina Villarmosa (CL), Valguarnera Caropepe und Villarosa.
Enna hat mit der Bahnstrecke Catania–Agrigent einen Bahnanschluss. Die Fahrzeiten betragen nach Catania 1 Stunde 20 Minuten, nach Agrigent 1 Stunde 10 Minuten und nach Palermo 2 Stunden 50 Minuten. Enna hat Anschluss an die Autobahn A19 (Palermo–Catania).

## Geschichte
Schon in prähistorischer Zeit war die Gegend bewohnt, wie archäologische Funde beweisen. Vor der griechischen Kolonisation lebten hier die Sikaner und die Sikeler. Im 4. Jahrhundert v. Chr. wurde Enna von Dionysios und Agathokles, beide Herrscher von Syrakus, erobert.
Während der Punischen Kriege wurde Enna erst von den Karthagern und dann von den Römern besetzt, die den Ort Castrum Hennae nannten. Um 139 v. Chr. ging von der Gegend um Enna der erste Sklavenkrieg aus. Erst nach vier Jahren konnte das römische Strafheer unter Publius Rupilius die Residenz des Sklavenführers Eunus erobern. In der zweiten Anklagerede gegen Verres von Cicero aus dem Jahre 70 v. Chr. spielt das Ceres-Heiligtum in Henna eine wichtige Rolle, das vom Statthalter Gaius Verres geplündert worden war.
Auch in der Spätantike blieb Sizilien mit Henna unter römischer, später oströmischer bzw. byzantinischer Kontrolle. Nach einem ersten erfolglosen Angriff im Sommer 827, bei dem der byzantinische Usurpator Euphemios fiel, eroberten die Araber im Zuge der islamischen Expansion 859 nach mehrjähriger Belagerung die Stadt. Von ihnen erhielt sie den Namen Qasr Yannah, der später mit Castrogiovanni ins Italienische übersetzt wurde. Im Jahr 1088 wurde es von den Normannen erobert. 1302 erhielt Friedrich II. von Sizilien den Titel König von Trinacria. Aus dieser Zeit stammen das Castello di Lombardia und der Torre di Federico II.
Die wichtige Rolle, die Enna aufgrund der zentralen Lage während der arabischen und normannischen Herrschaft spielte, verlor in den folgenden Jahrhunderten an Bedeutung. Erst 1926 wurde die Stadt Castrogiovanni zur Provinzhauptstadt und erhielt den antiken Namen Enna wieder. 
Während der Landung der Alliierten auf Sizilien im Sommer 1943 (Operation Husky) war das Hauptquartier der VI. Italienischen Armee in Enna.
2004 wurde die Universität Enna, Siziliens vierte Universität, gegründet.

## Wirtschaft
Die Landwirtschaft ist die Haupterwerbsquelle der Einwohner, Schwerpunkte sind die Viehzucht und der Anbau von Futterpflanzen. Weitere Arbeitsplätze liegen in der Nahrungsmittelindustrie, in der Produktion von Baustoffen und im Tourismus.

## Sehenswürdigkeiten
- Die Piazza Vittorio Emanuele ist der zentrale Platz von Enna mit einem Kloster und der Kirche San Francesco. Von hier zweigt die Via Roma ab, die Hauptstraße der Stadt.
- Der Dom mit prächtiger Ausstattung wurde ab 1307 erbaut. Nach einem Brand 1446 wurde er erneuert und erweitert. Die Barockfassade entstand Ende des 17. Jahrhunderts.
- Das Museo Alessi zeigt den Domschatz, eine Münzsammlung und mittelalterliche Kunstwerke.
- Das Castello di Lombardia war eines der größten Kastelle Siziliens. Von den ursprünglichen 20 Türmen stehen noch sechs. Von der Plattform des Torre Pisana, des höchsten Turms, hat man Aussicht auf das Ätna-Massiv im Osten, die Monti Nebrodi und die Monti Madonie im Norden, auf den Lago di Pergusa und an klaren Tagen auf das Mittelmeer im Süden.
- Der Rocca di Cerere (Ceres-Felsen) ist ein Kultort auf einem steilen Felsen gegenüber dem Castello di Lombardia mit Resten eines Opferaltars. Hier befand sich vermutlich das Demeter/Ceres-Heiligtum, über das Cicero in seinen  Orationes in Verrem berichtet.
- Der Torre di Federico II. im Stadtpark ist ein achteckiger Wohnturm von Friedrich II., der früher durch einen unterirdischen Gang mit dem Kastell verbunden war.

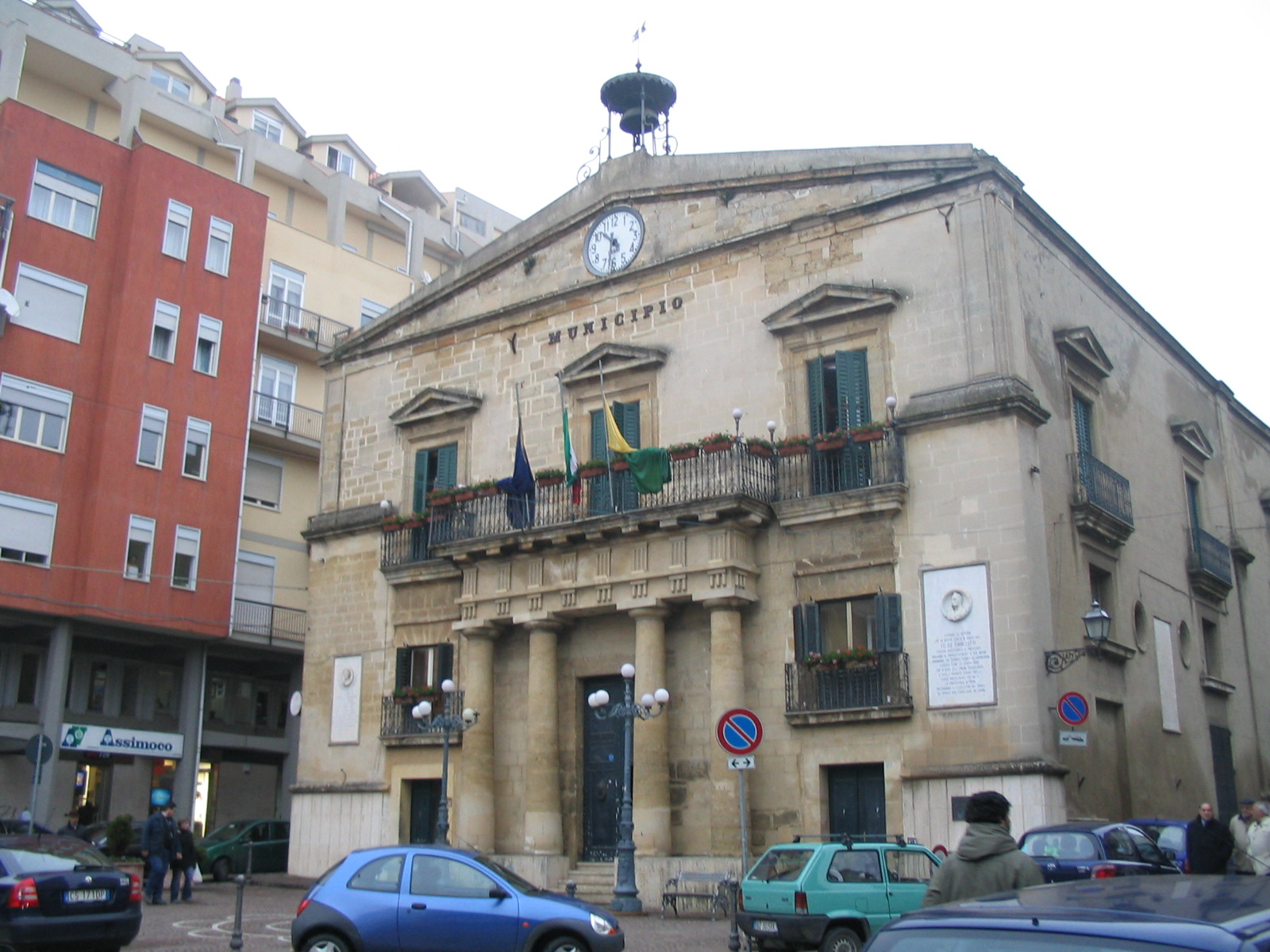
Rathaus
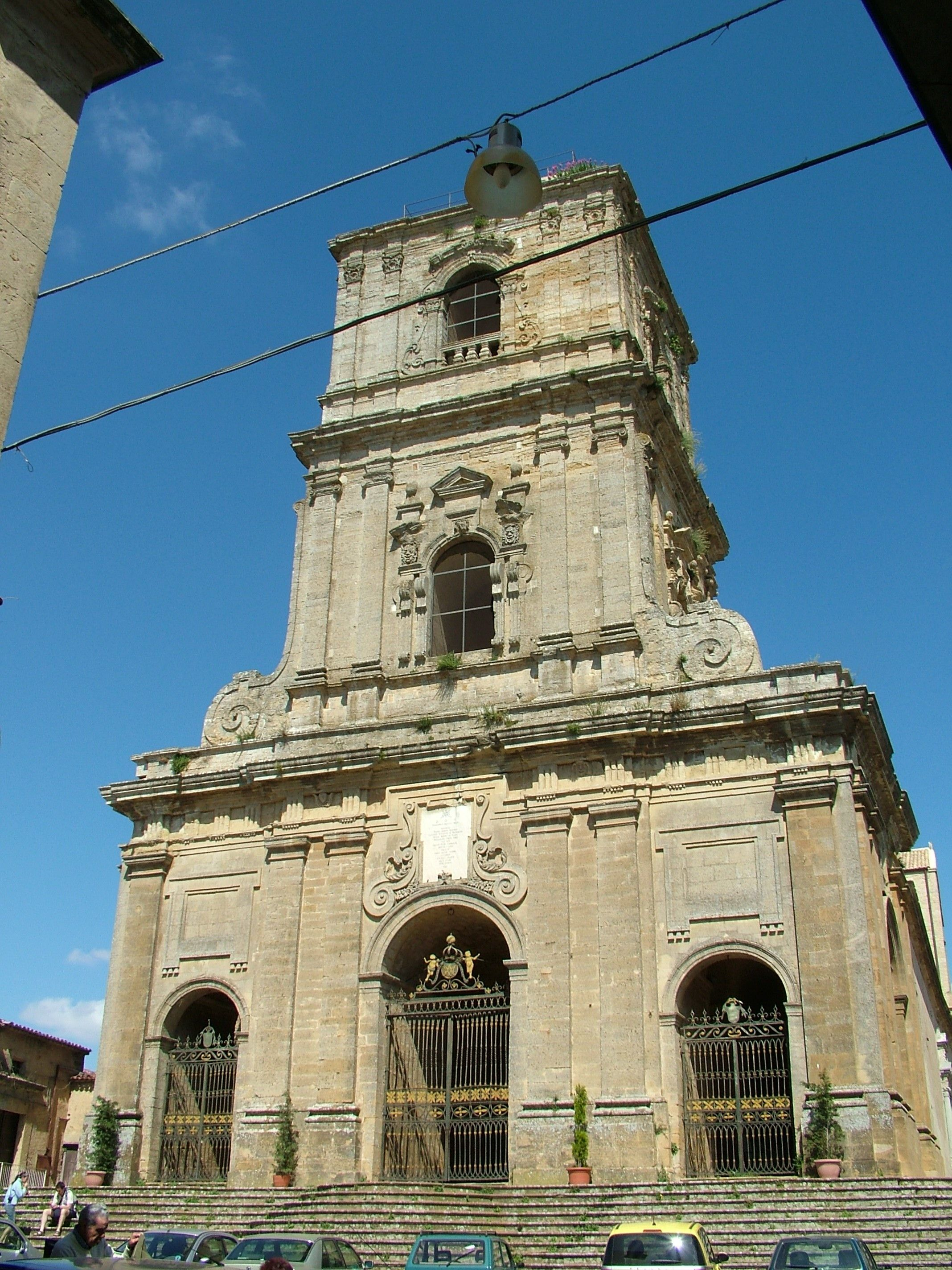
Der Dom
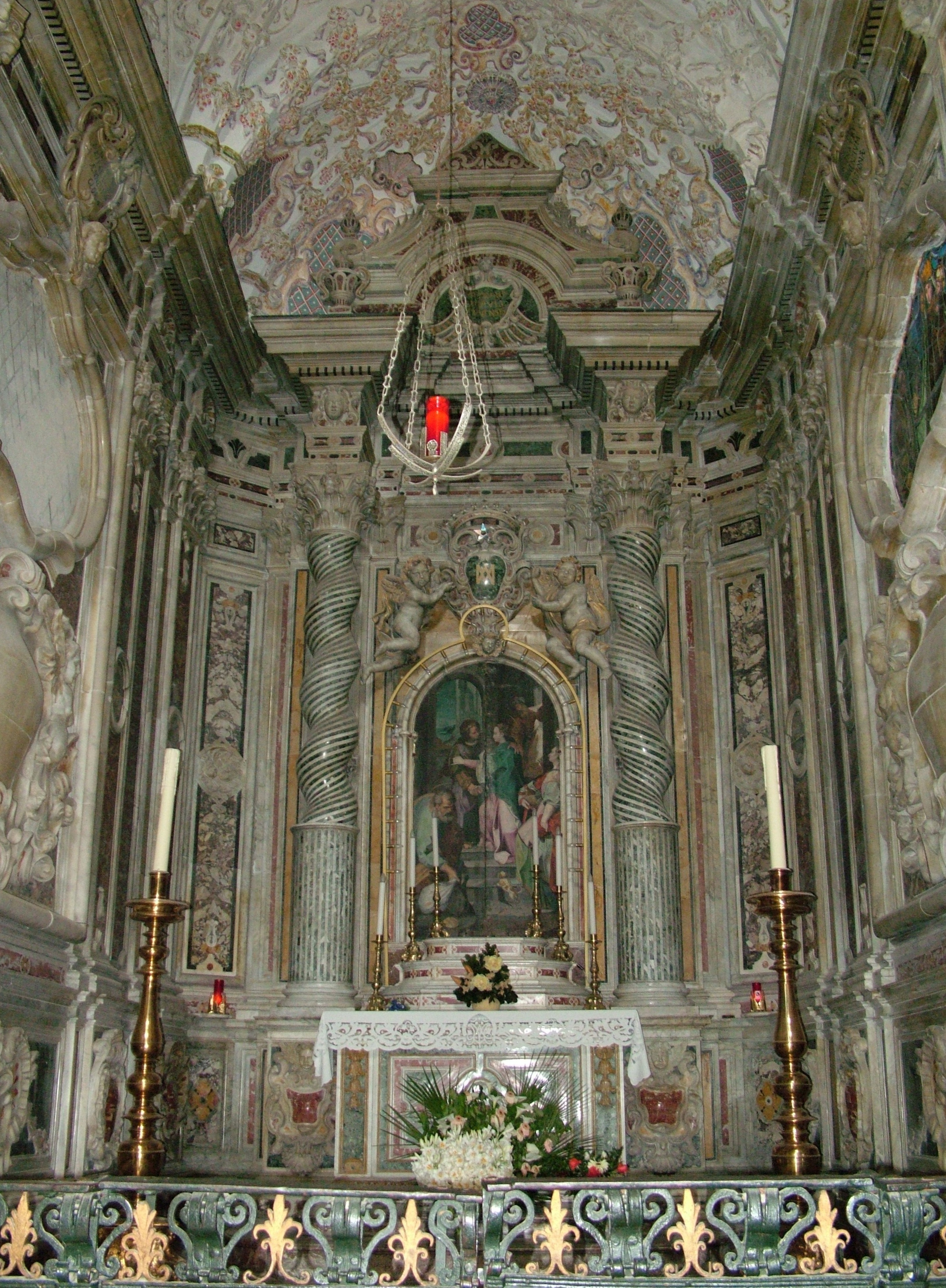
Altar im Dom
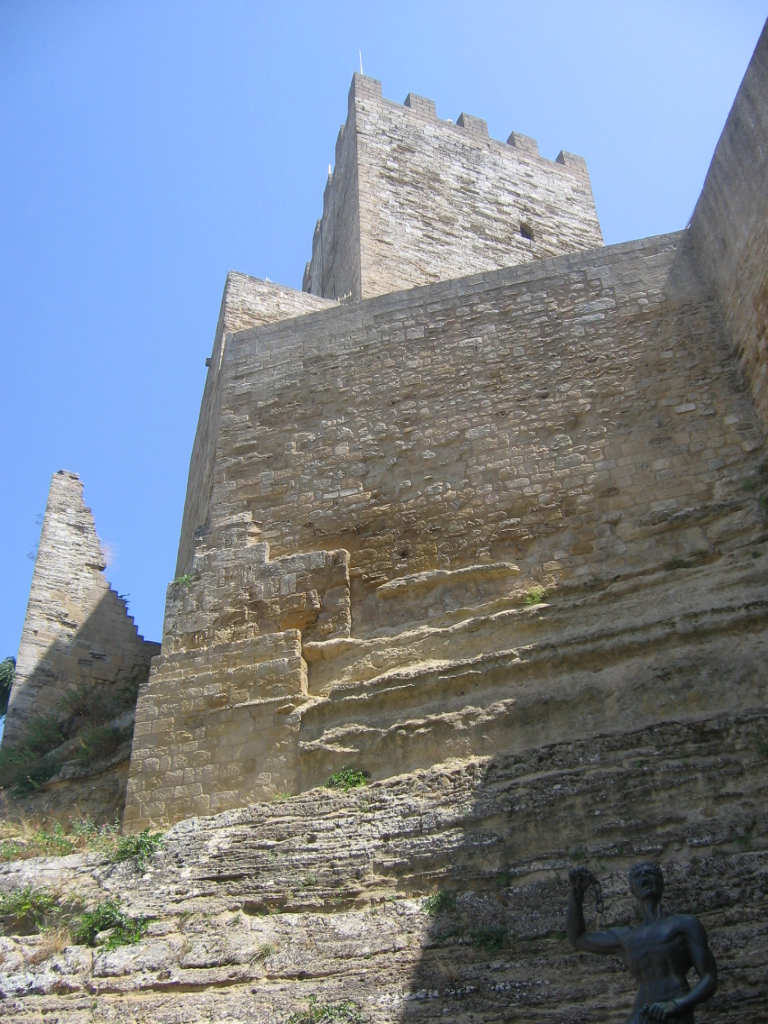
Castello di Lombardia
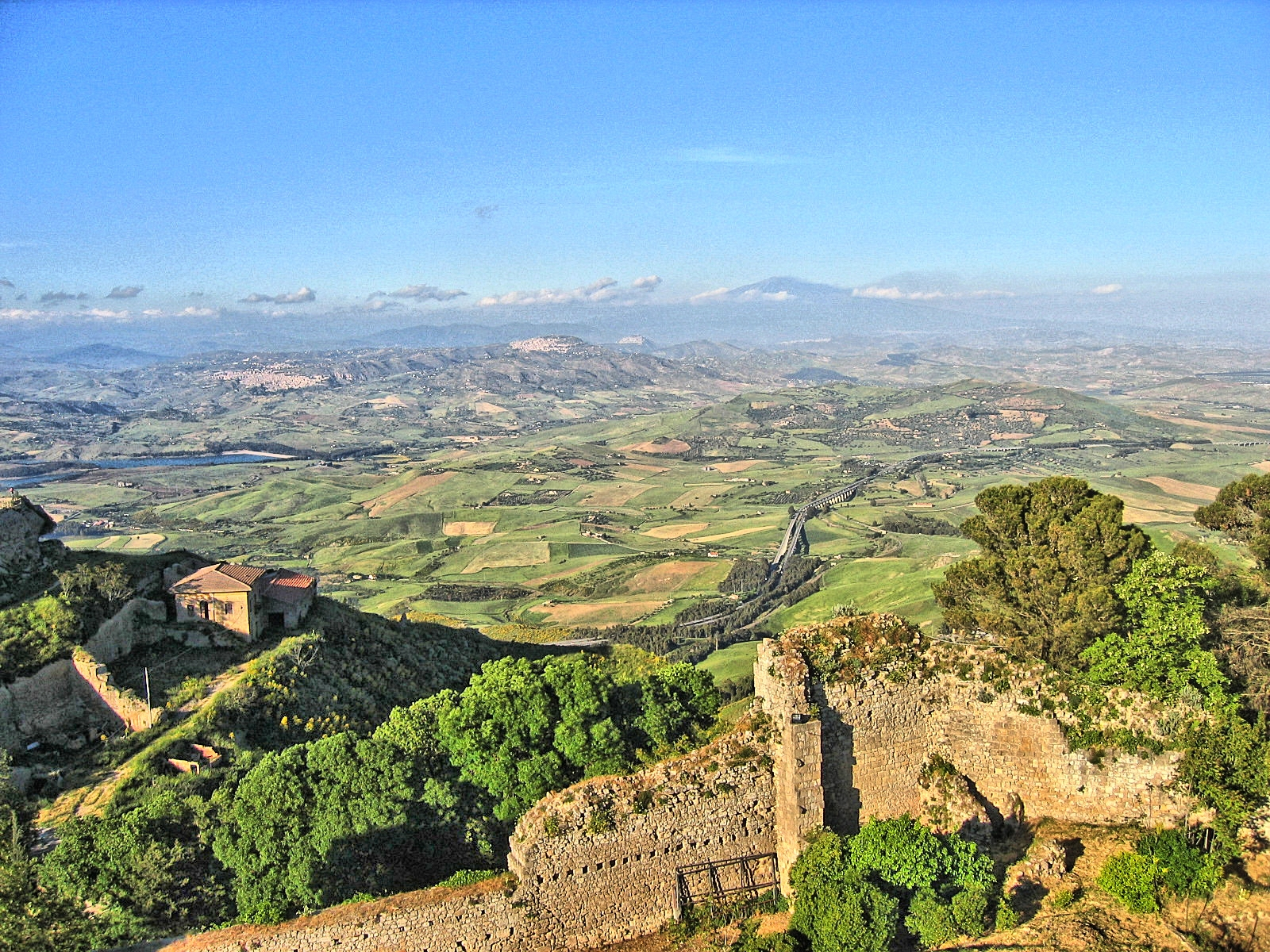
Blick vom Castello di Lombardi Richtung Ätna
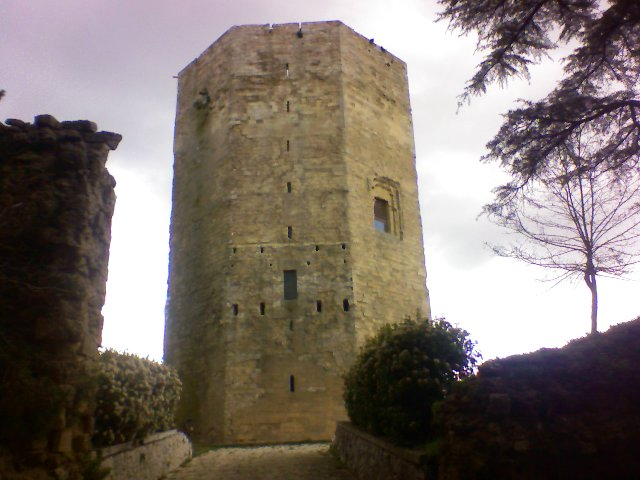
Torre di Federico II
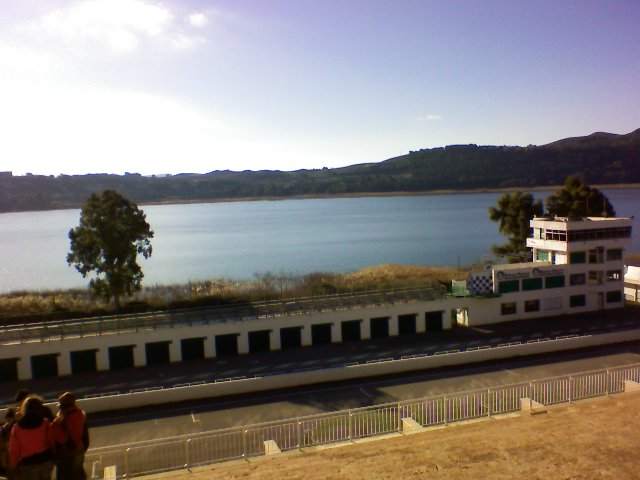
Autodromo am Lago di Pergusa

## Persönlichkeiten
- Sebastiano Ayala (1744–1817), Jesuit, Mathematiker, Astronom und Philologe
- Pietro Antonio Coppola (1793–1876), Komponist und Dirigent
- Paolo Vetri (1855–1937), Maler
- Francesco Tornabene (* 1958), Hörfunkjournalist und Autor